# 三官殿街道
三官殿街道，是中华人民共和国湖北省十堰市丹江口市下辖的一个乡镇级行政单位。

## 行政区划
三官殿街道下辖以下地区：
三官殿中心社区居民社区、三官殿村、安乐河村、许家畈村、阳西沟村、蔡湾村、高家沟村、狮子岩村、化鸡沟村和马湾村。